# Hamburg-Groß Flottbek

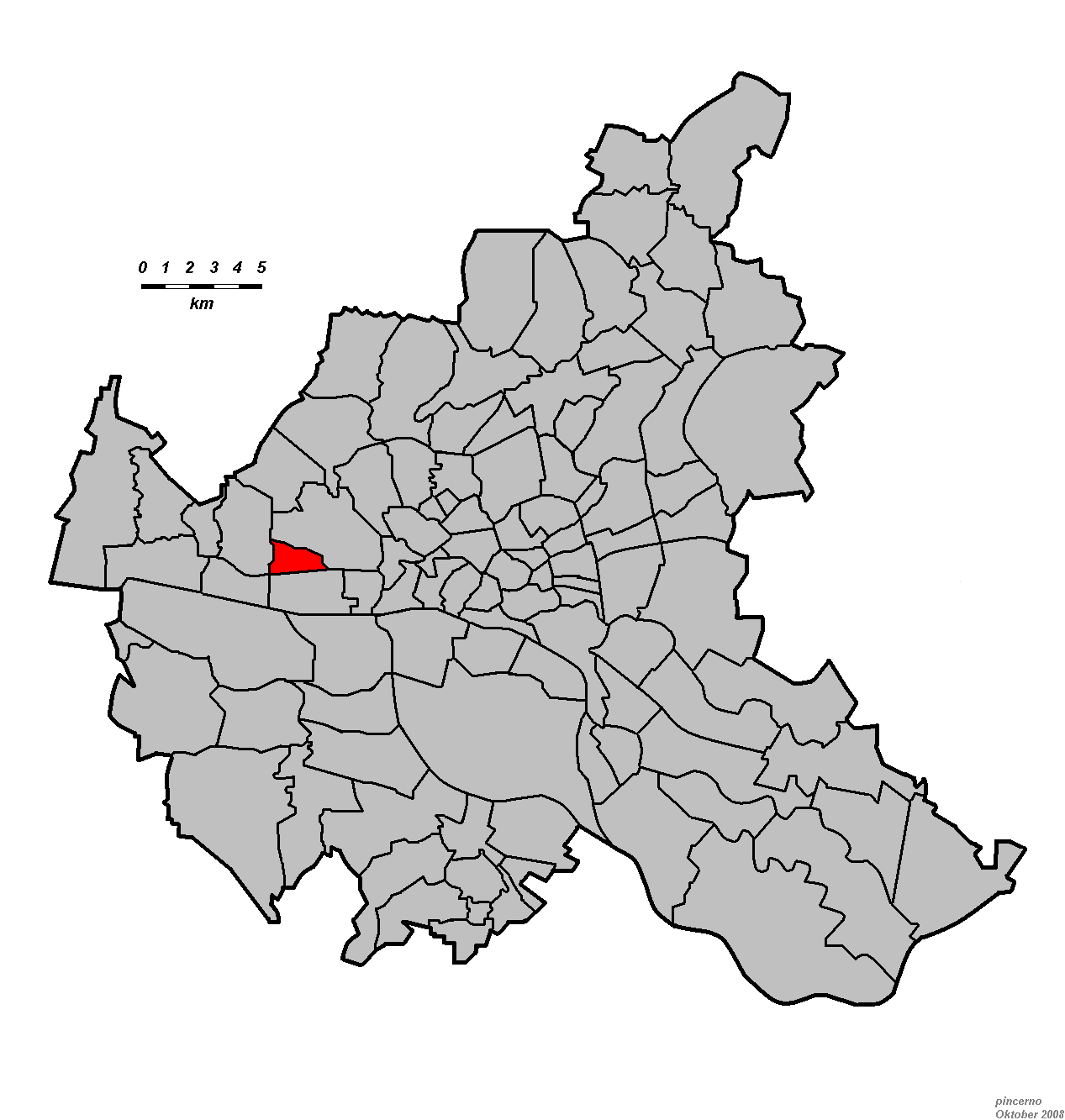
Groß Flottbeks läge inom Hamburg.

Hamburg-Groß Flottbek är en stadsdel i stadsdelsdistriktet Hamburg-Altona i den tyska staden Hamburg. Namnet kommer av bäcken Flottbek, som rinner söderut och mynnar ut i Elbe. 1927 blev Groß Flottbek en del av Altona/Elbe, som 1938 gick upp i Hamburg.